# Datadog
Datadog ist ein US-amerikanisches Softwareunternehmen für Cloud-Anwendungen, das die Überwachung von Servern, Datenbanken, Tools und Diensten über eine Software-as-a-Service-basierte Datenanalyseplattform ermöglicht.

## Geschichte
Datadog wurde 2010 von Olivier Pomel und Alexis Lê-Quôc gegründet, die sich während ihrer Arbeit bei Wireless Generation kennengelernt hatten. Nach der Übernahme von Wireless Generation durch NewsCorp machten sich die beiden daran, ein Produkt zu entwickeln, mit dem die Reibung zwischen Entwicklern und Systemadministratorenteams, die häufig zu unterschiedlichen Zwecken arbeiteten, verringert werden konnte.
Sie bauten Datadog als Cloud-Infrastrukturüberwachungsdienst mit einem Dashboard, Warnungen und Visualisierungen von Metriken auf. Mit zunehmender Cloud-Akzeptanz wuchs Datadog schnell und erweiterte sein Produktangebot auf Dienstanbieter wie Amazon Web Services (AWS), Microsoft Azure, Google Cloud Platform, Red Hat OpenShift und OpenStack.
Im Jahr 2015 gab Datadog die Übernahme von Mortar Data bekannt, um sein Team zu verstärken und seine Daten- und Analysefunktionen zur Datadog-Plattform hinzuzufügen. In diesem Jahr eröffnete Datadog auch ein Forschungs- und Entwicklungsbüro in Paris.
Bis 2017 hat Datadog in fünf Finanzierungsrunden mit einem Gesamtvolumen von 147,9 Millionen US-Dollar von Wagniskapitalinvestoren erhalten. Datadog wurde am 19. September 2019 an der Technologiebörse NASDAQ notiert. Dabei verkaufte es 24 Millionen Aktienanteile und sammelte 648 Millionen US-Dollar ein.